# Dziarżynsk (rejon lelczycki)
Dziarżynsk (biał. Дзяржынск; ros. Дзержинск, Dzierżynsk; hist. pol. Radziłowicze; biał. Ра́дзілавічы, Radziławiczy; ros. Радиловичи, Radiłowiczi) – wieś na Białorusi, w obwodzie homelskim, w rejonie lelczyckim, w sielsowiecie Dziarżynsk, przy granicy z Ukrainą.

## Warunki naturalne
Wieś położona jest wśród dużego kompleksu leśno-bagiennego, pomiędzy Rezerwatem Krajobrazowym Błota Olmańskie a Bukczańskim Rezerwatem Biologicznym. W pobliżu wsi przepływa Stwiha.

## Demografia
Według spisu z 2009 Dziarżynsk zamieszkiwało 812 osób, w tym 808 Białorusinów (99,51%), 2 Rosjan (0,25%), 1 Ukrainiec (0,12%) i 1 osoba, która nie podała żadnej narodowości.
Do 2019 liczba ludności spadła do 600 osób.

## Historia
W XIX i w początkach XX w. wieś i majątek ziemski położone w Rosji, w guberni mińskiej, w powiecie mozyrskim, w gminie Tonież.
Po I wojnie światowej pod administracją polską, w Zarządzie Cywilnym Ziem Wschodnich, w okręgu brzeskim, w powiecie mozyrskim, w gminie Tonież.
W wyniku postanowień traktatu ryskiego znalazły się w granicach Związku Sowieckiego. W okresie międzywojennym leżały przy granicy z Polską. Znajdował się tu wówczas zastaw sowieckich wojsk pogranicznych, podległy komendanturze „Bukcza”. W międzywojniu doszło do zmiany nazwy wsi na obecną.
Od 1991 w niepodległej Białorusi.